# سنته (سقز)
قرية سُنَته (بالكردية: سونەتە) هي إحدى القرى التابعة لإمام في ريف قسم زيويه من مقاطعة سقز، في محافظة كردستان الإيرانية.

## السكان
حسب إحصاءات سنة 2006، بلغ إجمالي السكان في سُنَته 860 نسمة وعدد المساكن 199 مسكن. لغة سكان سُنَته هي اللغة الكردية و هم من أهل السنة والجماعة والمذهب الشافعي.